# Players Championship Finals
Players Championship Finals – turniej darterski zorganizowany po raz pierwszy w 2009 przez Professional Darts Corporation. W turnieju bierze udział 64 najlepszych zawodników federacji, plasujący się w zestawieniu Players Championship Order of Merit (notowanie bierze pod uwagę wyłącznie turnieje organizowane przez PDC, ale nienadawane w telewizji).

## Wynik finału
| Rok      | Zwycięzca (średnia w finale) | Wynik (legi) | 2. miejsce (średnia w finale) | Sponsor          | Pula nagród | Nagroda dla zwycięzcy | Nagroda dla zdobywcy 2. miejsca |
| -------- | ---------------------------- | ------------ | ----------------------------- | ---------------- | ----------- | --------------------- | ------------------------------- |
| 2009     | Phil Taylor (98,04)          | 16–9         | Robert Thornton (88,52)       | Gala Coral Group | £200 000    | £50 000               | £25 000                         |
| 2010     | Paul Nicholson (92,75)       | 13–11        | Mervyn King (89,74)           | totesport.com    | £250 000    | £60 000               | £24 000                         |
| 2011/Lut | Phil Taylor (97,01)          | 13–12        | Gary Anderson (96,31)         | Perform          | £250 000    | £60 000               | £24 000                         |
| 2011/Gru | Kevin Painter (96,28)        | 13–9         | Mark Webster (93,31)          | Cash Converters  | £250 000    | £60 000               | £24 000                         |
| 2012     | Phil Taylor (103,57)         | 13–6         | Kim Huybrechts (91,70)        | Cash Converters  | £250 000    | £60 000               | £24 000                         |
| 2013     | Michael van Gerwen (102,45)  | 11–7         | Phil Taylor (102,64)          | Cash Converters  | £250 000    | £60 000               | £24 000                         |
| 2014     | Gary Anderson (101,01)       | 11–6         | Adrian Lewis (95,37)          | Cash Converters  | £300 000    | £65 000               | £35 000                         |
| 2015     | Michael van Gerwen (100,32)  | 11–6         | Adrian Lewis (89,17)          | Cash Converters  | £300 000    | £65 000               | £35 000                         |
| 2016     | Michael van Gerwen (108,34)  | 11–3         | Dave Chisnall (99,24)         | Cash Converters  | £400 000    | £75 000               | £35 000                         |
| 2017     | Michael van Gerwen (105,50)  | 11–2         | Jonny Clayton (94,64)         | Mr Green Sport   | £460 000    | £100 000              | £40 000                         |
| 2018     | Daryl Gurney (95,61)         | 11–9         | Michael van Gerwen (100,20)   | Ladbrokes        | £460 000    | £100 000              | £40 000                         |
| 2019     | Michael van Gerwen (97,92)   | 11–9         | Gerwyn Price (96,48)          | Ladbrokes        | £500 000    | £100 000              | £50 000                         |
| 2020     | Michael van Gerwen (104,98)  | 11–10        | Mervyn King (99,78)           | Ladbrokes        | £500 000    | £100 000              | £50 000                         |
| 2021     | Peter Wright (95,49)         | 11–10        | Ryan Searle (92,10)           | Ladbrokes        | £500 000    | £100 000              | £50 000                         |
| 2022     | Michael van Gerwen (99,92)   | 11–6         | Rob Cross (100,33)            | Cazoo            | £500 000    | £100 000              | £50 000                         |
| 2023     | Luke Humphries (100,75)      | 11–9         | Michael van Gerwen (103,19)   | Cazoo            | £600 000    | £120 000              | £60 000                         |
| 2024     | Luke Humphries (103,69)      | 11–7         | Luke Littler (100,08)         | Ladbrokes        | £600 000    | £120 000              | £60 000                         |